# 164 Lekka Dywizja Afrykańska (III Rzesza)
164 Lekka Dywizja Afrykańska (niem. 164. leichte Afrika-Division) – jedna z niemieckich dywizji z okresu II wojny światowej. 

## Historia
Dywizja została utworzona 15 sierpnia 1942 r. przez przekształcenie przerzuconej do Afryki Dywizji Fortecznej Kreta (wcześniej 164 Dywizji Piechoty). 
Pomimo że była to jednostka dość słaba, jej pułki grenadierów liczyły tylko po dwa bataliony, sprawnie walczyła m.in. w czasie  II bitwy pod El Alamein. Podczas odwrotu stanowiła ariergardę wycofujących się wojsk. Broniła rejonu Buerat w Libii i Linii Mareth w Tunezji. Była ostatnią jednostką niemiecką, która poddała się aliantom w Tunezji (12 maja 1943). 164 Dywizja oficjalnie rozwiązana 30 czerwca 1943 r. nigdy nie została odbudowana.

## Dowódcy dywizji
- Oberst Carl-Hans Lungershausen od 10 sierpnia 1942,
- Oberst Hermann Hans Hecker od 31 sierpnia 1942,
- ponownie Oberst Carl-Hans Lungershausen od 9 września 1942,
- Oberst Siegfried Westphal od 1 grudnia 1942,
- Generalmajor Kurt Freiherr von Liebenstein od 15 stycznia 1943,
- Oberst Becker od 16 stycznia 1943,
- Generalmajor Fritz Krause od 17 lutego 1943l
- ponownie Generalmajor Kurt Freiherr von Liebenstein od 13 marca 1943 do kapitulacji 12 maja 1943.

Skład
- 125. pułk grenadierów pancernych,
- 382. pułk grenadierów pancernych,
- 433. pułk grenadierów pancernych,
- 220. pułk artylerii,
- 220. batalion rozpoznawczy,
- 220. batalion inżynieryjny,
- 220. batalion niszczycieli czołgów,
- 220. batalion łączności,
- 220. batalion zapasowy,
- 220. dywizyjne oddziały zaopatrzeniowe.